# Curcuma bhatii
Curcuma bhatii là một loài thực vật có hoa trong họ Gừng. Loài này được Rosemary Margaret Smith mô tả khoa học đầu tiên năm 1977 dưới danh pháp Paracautleya bhatii khi bà mô tả chi mới là Paracautleya. Năm 2005, Jana Škorničková và Mamiyil Sabu gộp Paracautleya vào Curcuma và tạo ra tổ hợp tên gọi mới cho loài này là Curcuma bhatii. Mẫu định danh loài số Bhat 204, do K. Gopalakrishna Bhat - giáo sư thực vật học tại Đại học Poornaprajna ở Udupi thu thập ngày 1 tháng 7 năm 1975 tại Manipal, Nam Kanara, Karnataka, Ấn Độ.

## Phân bố
Loài này được tìm thấy tại Udupi, bang Karnataka, tây nam Ấn Độ. C. bhatii mọc trên sườn dốc đá ong hay đá granit, trong các khe đá ở những vùng có nhiều mưa theo gió mùa.

## Mô tả
Cây thảo thân rễ, cao 5–20 cm. Thân rễ hình trứng chủ yếu không phân nhánh 5-10 × 4–5 mm, hiếm khi 1 nhánh để tạo ra cây mới, vỏ màu nâu nhạt, bao bọc trong phần sót lại dạng giấy của phần gốc các bẹ lá, ruột màu kem ánh vàng, không thơm. Rễ mọng, củ tới 1-2,5 × 0,5 cm, gần khư không cuống với thân rễ chính, vỏ ánh trắng khi non trở thành nâu khi già, ruột trắng, không thơm. Thân giả dài 2–5 cm, hình thành từ các bẹ lá và 1-2 lá bắc có bẹ, màu ánh trắng, sớm khô và trở thành màu nâu nhạt, mỏng và dạng giấy; lưỡi bẹ 1,5 mm, 2 thùy, màu trắng ánh lục trong mờ, nhẵn nhụi. Lá bắc con không có. Lá 2-5(-7), không cuống hoặc có cuống rất ngắn, dài ~1 cm (dần dần thay đổi thành đáy phiến lá thon nhỏ hẹp); phiến lá hình mác, 5-12 × 0,7-1,5 cm, mặt gần trục màu xanh lục, nhẵn nhụi, mặt xa trục màu lục nhạt hơn, nhẵn nhụi; mép lá như thủy tinh, màu trắng mờ, rộng ~0,1 mm, đỉnh nhọn, đáy thon nhỏ dần, gân giữa xanh lục, nhẵn nhụi. Cụm hoa luôn ở chính giữa. Cuống cụm hoa 3,5–13 cm, đường kính ~1-1,5 mm, xanh lục, nhẵn nhụi, một phần ẩn trong thân giả. Cụm hoa bông thóc 2-5 × 1-2,5 cm, gồm 5-23 lá bắc màu xanh lục. Mào không rõ nét, thường chỉ 2-3 lá bắc trên cùng là vô sinh và nhỏ hơn các lá bắc sinh sản khác. Lá bắc sinh sản hình trứng, 1-1,4 × 0,7–1 cm, đỉnh nhọn, hai mặt nhẵn nhụi, xanh lục, thường rời đặc biệt là ở gốc của cụm hoa, nhưng đôi khi hợp sinh khoảng 1/5 chiều dài phía dưới (~1,5-2,5 mm), 1 hoa mỗi lá bắc, 0,5-2,5 × 0,5–1 mm, trắng mờ, nhẵn nhụi. Hoa dài 1,8–2 cm, thò ra từ lá bắc. Đài hoa dài 3,5 mm, 3 răng khó thấy, trắng mờ với ánh lục, nhẵn nhụi. Ống tràng ~ 9 mm, màu vàng sẫm, nhẵn nhụi; thùy tràng lưng ~6-7 × 7 mm, hình tam giác-hình trứng, lõm, đỉnh với mấu tù dài ~0,2 mm khó thấy, màu vàng mờ, nhẵn nhụi; các thùy tràng bên hình trứng, hơi lõm ở đỉnh, màu vàng mờ, nhẵn nhụi. Nhị lép bên ~7 × 4,5 mm, màu vàng sẫm, các lông tuyến có trên phần giữa hơi nâng lên. Cánh môi ~9 × 9 mm, có khía răng cưa, chẻ dài 3–4 mm (mở sau hơn và rộng hơn khi hoa già và héo), màu vàng sẫm. Bao phấn lắc lư, có cựa, màu vàng sẫm, các lông tuyến ngắn có ở các bên và gần trục, mô vỏ bao phấn ánh trắng, 1,5 × 0,4 mm; chỉ nhị dài 1 mm, màu vàng sẫm, thắt lại, rộng 2,5 mm ở đáy, rộng 1 mm ở phần trên. Cựa bao phấn dài 0,9–1 mm, màu vàng. Mào bao phấn nhỏ, tiêu giảm, ~ 0,5 × 0,4 mm, màu vàng. Bầu nhụy ba ngăn không hoàn hảo (ba ngăn ở phần đáy, các vách ngăn không hoàn hảo ở phần trên), ~1,8 × 2 mm, màu trắng, nhẵn nhụi, noãn ~3-8, kiểu đính noãn đáy. Đầu nhụy ~0,7-0,9 × 0,7-0,9 mm, màu trắng kem, có lông rung, không thò. Tuyến trên bầu 2, màu kem ánh vàng, dài ~1-1,2 mm, đường kính 0,2-0,3 mm. Quả là quả nang nứt, hình cầu, 5-6 × 5–6 mm, màu lục nhạt đến ánh trắng, nhẵn nhụi, đài bền. Hạt 5-12, ~3,5-4 × 2 mm, màu kem ánh lục (non) đến nâu nhạt (chín), nhẵn nhụi, bóng, không thơm, áo hạt trắng mờ, có khía, thùy tới 4 × 0,5–1 mm (nhỏ hơn ở hạt chưa thuần thục), sắp xếp dồn về một bên. Ra hoa tháng 6-8.